# Bill Rogers
William Rogers más conocido como Bill Rogers es un actor de voz, director de voz, productor, adaptador de guiones y guionista estadounidense, que trabajó principalmente en el área de Nueva York durante varios años antes de mudarse a Los Ángeles en 2015.
Ha trabajado para varios estudios como DuArt Film and Video, Headline Studios, NYAV Post, New Generation Pictures y Bang Zoom! Entretenimiento.

## Carrera profesional
Rogers comenzó su carrera de locutor en 2001, con la serie de anime Assemble Insert.
Ha trabajado en varios doblajes y en producciones teatrales, incluido Boogiepop Phantom como Anno, Cells at Work! como Pseudomonas Aeruginosa, Comic Party como Otaku, Genshiken como Tanaka Soichiro, Gokudo como Soldier, His and Her Circumstances como Pero Pero y Mr.Arima, Hunter x Hunter (2011) como Meleoron y Majitani, Ikki Tousen: Dragon Destiny como Gakushuu, Narrador y Toutasu, To Heart como Imai, Ikki Tousen: Xtreme Xecutor como Red Dragon Sousou y Shuhou, KO Beast como Shaba y Kuroko's Basketball como Shinsuke Kimura.
Rogers es conocido por interpretar a Tohma Seguchi en Gravitation y por interpretar a Brock , Drew y varios otros personajes en el doblaje al inglés de la larga serie de anime Pokémon , desde la temporada 9.
También prestó su voz a Old Mage y Vuan en Legend of Lemnear, All Back-Man, Groribas y Tongue Stretcher en One-Punch Man , Bruno en Pokémon Generations , Elf Elder en Queen's Blade , Kanata Myouken en Shingu: Secret of the Stellar Wars , Varios personajes en The Third: The Girl with the Blue Eye y Wheeljack en Transformers: War for Cybertron Trilogy.
También ha proporcionado varias voces de personajes en numerosos videojuegos, incluidos Bullet Witch , Red M&M y Yellow M&M en M & M's Kart Racing y M & M's Adventure , Lucario, Bonsly y Weavile en Super Smash Bros. Brawl , Heathcliff en Heathcliff: The Fast and the Furriest , Urien en Street Fighter V , King Rhoam Bosphoramus Hyrule en The Legend of Zelda: Breath of the Wild , Victor Franson en Dark Rose Valkyrie y Dredge y Dark Lord Torvald en Paladins.
Aparte de la actuación de voz, también es director de voz y guionista.

## Filmografía

### Anime
- Assemble Insert – Prime Minister, Additional voices
- Boogiepop Phantom – Anno, Officer Yamamoto, Takashi, Yasushi Sanada
- Cells at Work! – Pseudomonas Aeruginosa[5]
- Comic Party – Otaku
- Genshiken – Tanaka Soichiro
- Gokudo – Soldier
- Gravitation – Tohma Seguchi
- His and Her Circumstances – Pero Pero, Mr. Arima, Additional Voices
- Hunter x Hunter (2011) – Meleoron,[6] Majitani[7][8]
- Ikki Tousen: Dragon Destiny – Gakushuu, Narrator, Toutasu
- Ikki Tousen: Xtreme Xecutor – Red Dragon Sousou, Shuhou
- K.O. Beast – Shaba
- Kuroko's Basketball - Shinsuke Kimura, Itsuku Matsumoto
- Legend of Lemnear – Old Mage, Vuan
- One-Punch Man – All Back-Man (Episode 8), Groribas (Episode 10),[9] Tongue Stretcher (Episode 13)
- Pokémon –  Brock (Seasons 9–13, 16, 20), Drew (Season 9), Ghetsis, Scott (Season 9), Magikarp salesman (Season 10), Dome Ace Tucker, Additional voices
- Pokémon Generations – Bruno
- Queen's Blade – Elf Elder
- Shingu: Secret of the Stellar Wars – Kanata Myouken
- The Third: The Girl with the Blue Eye – Various characters[10]
- To Heart – Imai
- Transformers: War for Cybertron Trilogy – Wheeljack

### No anime
- Elerctro Cute! – Announcer, Booklet, Yarn Dog
- The Frappinos – Nevillea Kirn
- Never Among Friends – Restaurant Patron (uncredited)
- Robot Trains – Kay
- Tarchin and Friends – Kakule

### Películas
- Pokémon Ranger and the Temple of the Sea – Brock, Sceptile, Corphish
- Pokémon: The Rise of Darkrai – Brock, Sudowoodo, Croagunk, Darkrai
- Pokémon: Giratina & the Sky Warrior – Brock, Chimchar, Sudowoodo, Croagunk
- Pokémon: Arceus and the Jewel of Life – Brock, Monferno, Sudowoodo, Croagunk
- Pokémon: Zoroark: Master of Illusions – Brock, Infernape, Sudowoodo, Croagunk
- Pokémon the Movie: Kyurem vs. the Sword of Justice – Stunfisk
- Pokémon the Movie: Genesect and the Legend Awakened – Stunfisk
- Patema Inverted – additional voices
- Pet Pals in Windland – Cuncun
- Sword Art Online The Movie: Ordinal Scale – Additional voices
- Pokémon the Movie: I Choose You! – Lucario, additional voices[11]
- Godzilla: Planet of the Monsters – additional voices
- Pokémon the Movie: The Power of Us – Sudowoodo, additional voices
- Pokémon: Mewtwo Strikes Back—Evolution – Brock

### Videojuegos
| Year | Title                                   | Role                                 | Source |
| ---- | --------------------------------------- | ------------------------------------ | ------ |
| 2007 | Bullet Witch                            | Additional voices                    | [ 3 ]  |
| 2007 | M&M's Kart Racing                       | Red, Yellow, Blue, Orange, Announcer | [ 4 ]  |
| 2008 | Super Smash Bros. Brawl                 | Lucario, Bonsly, Weavile             | [ 4 ]  |
| 2008 | M&M's Adventure                         | Red, Yellow, Uncle Sam               | [ 4 ]  |
| 2010 | PokéPark Wii: Pikachu's Adventure       | Empoleon, Croagunk                   | [ 12 ] |
| 2010 | Heathcliff: The Fast and the Furriest   | Heathcliff                           | [ 4 ]  |
| 2014 | Demon Gaze                              | Maury, Zubo, Kuro                    | [ 12 ] |
| 2016 | Street Fighter V                        | Urien                                | [ 4 ]  |
| 2017 | The Legend of Zelda: Breath of the Wild | King Rhoam Bosphoramus Hyrule        | [ 4 ]  |
| 2017 | Dark Rose Valkyrie                      | Victor Franson                       | [ 12 ] |
| 2017 | Demon Gaze II                           | Canis                                | [ 12 ] |
| 2018 | Detective Pikachu                       | Brad McMaster                        | [ 4 ]  |
| 2018 | Paladins                                | Dredge, Dark Lord Torvald            | [ 4 ]  |
| 2018 | Epic Seven                              | Krau, Sven                           | [ 13 ] |
| 2019 | Mr Love: Queen's Choice                 | Lucien                               | [ 4 ]  |
| 2019 | Shenmue III                             | Additional cast                      |        |
| 2020 | Hyrule Warriors: Age of Calamity        | King Rhoam Bosphoramus Hyrule        | [ 4 ]  |

## Créditos de producción

### Director de voz
- Queen's Blade: Beautiful Warriors
- Trillion: God of Destruction
- Mai Mai Miracle (Assistant Voice Direction)[14]

### Adaptación de guion
- Street Fighter V
- Trillion: God of Destruction

### Productor
- The Frappinos
- Dark Passages